# مورينو مانيني
مورينو مانيني (بالإيطالية: Moreno Mannini)‏ هو لاعب كرة قدم إيطالي في مركز الدفاع، ولد في 15 أغسطس 1962 في إيمولا في إيطاليا. شارك مع منتخب إيطاليا لكرة القدم. أما مع النوادي، فقد لعب مع نادي سامبدوريا ونادي كومو ونوتينغهام فورست.

## وصلات خارجية
- مورينو مانيني على موقع الاتحاد الأوربي (الإنجليزية)
- مورينو مانيني على موقع قاعدة بيانات كرة القدم.إي يو (الإنجليزية)
- مورينو مانيني على موقع ناشيونال فوتبول تيمز (الإنجليزية)
- مورينو مانيني على موقع Soccerbase.com (لاعب) (الإنجليزية)
- مورينو مانيني على موقع عالم كرة القدم.نت (الإنجليزية)